# Santana Season
Santana Season è il quinto album in studio del rapper italiano Shiva, pubblicato il 9 giugno 2023 dalla Sony Music.

## Tracce
1. Santana Season – 2:47
2. Bibidi bobidi bu (feat. Paky) – 2:46
3. 100 Opps – 2:47
4. Arsenico – 3:03
5. Charts Global – 2:13
6. Whip (feat. Yovngchimi) – 2:33
7. Soli (feat. Tiago PZK) – 3:03
8. Diversi – 2:56
9. Elicotteri (feat. Geolier) – 3:09
10. 2013 Skit – 1:36
11. Riflessi rossi (feat. Luchè, Guè) – 3:15
12. Un milione di volte (feat. Sfera Ebbasta) – 3:01
13. Champagne + Tiffany – 5:10

## Formazione
Musicisti
- Shiva – voce
- Paky – voce aggiuntiva (traccia 2)
- Yovngchimi – voce aggiuntiva (traccia 6)
- Tiago PZK – voce aggiuntiva (traccia 7)
- Geolier – voce aggiuntiva (traccia 9)
- Luchè – voce aggiuntiva (traccia 11)
- Guè – voce aggiuntiva (traccia 11)
- Sfera Ebbasta – voce aggiuntiva (traccia 12)

Produzione
- Adam11 – produzione (tracce 1-2, 10-13)
- Drillionaire – produzione (tracce 2, 8, 10-13)
- Usa Beats – produzione (traccia 2)
- Francesco Ravesi – produzione (traccia 3)
- Daves – produzione (tracce 3-4, 10)
- Exxpensive – produzione (traccia 3)
- Michelangelo – produzione (tracce 4, 8)
- Section 8 – produzione (traccia 5)
- Gyard – produzione (traccia 5)
- Finesse – produzione (tracce 6, 12)
- Seventeens – produzione (traccia 6)
- Gedo – produzione (traccia 6)
- Rvssian – produzione (traccia 7)
- Sladish – produzione (traccia 9)
- Toro2x – produzione (tracce 9, 11)
- Bx Made It – produzione (tracce 9, 11)
- GG – produzione (traccia 11)
- Mine – produzione (traccia 11)
- Murad – produzione (traccia 13)

## Classifiche

### Classifiche settimanali
| Classifica (2023) | Posizione massima |
| ----------------- | ----------------- |
| Italia            | 2                 |
| Svizzera          | 10                |

### Classifiche di fine anno
| Classifica (2023) | Posizione |
| ----------------- | --------- |
| Italia            | 19        |
| Classifica (2024) | Posizione |
| Italia            | 100       |